# Eutanyacra cingulatoria
Eutanyacra cingulatoria är en stekelart som beskrevs av Heinrich 1965. Eutanyacra cingulatoria ingår i släktet Eutanyacra och familjen brokparasitsteklar. Inga underarter finns listade i Catalogue of Life.